# Governo Sarmas
Il Governo Sarmas è stato il governo della Grecia, per 1 mese e 3 giorni, in carica dal 25 maggio al 28 giugno 2023.
Si trattava di un governo di transizione presieduto da Iōannīs Sarmas, già magistrato e Presidente della Corte dei Conti del paese, incaricato il 24 maggio 2023 dalla Presidente Aikaterinī Sakellaropoulou al fine di traghettare il paese a nuove consultazioni, in seguito allo stallo parlamentare provocato dalle elezioni del maggio 2023 (che ha visto tutti e tre i leader dei maggiori partiti rifiutare il mandato per impossibilità di adempierlo).
Il giuramento del governo, a differenza di quello del Primo ministro, è avvenuto il giorno dopo, il 26 maggio 2023.

## Dimissioni
Il 26 giugno 2023, il giorno dopo le elezioni parlamentari dello stesso mese, si dimette insieme al proprio esecutivo per favorire la formazione del nuovo governo guidato dall’ex-Primo ministro Kyriakos Mītsotakīs, detentore del mandato di formazione del governo assegnatogli lo stesso giorno, in virtù della sua vittoria elettorale, dalla Presidente Aikaterinī Sakellaropoulou.

## Situazione parlamentare
| Camera              | Posizione nel Governo | Partiti                        | Seggi     |
| ------------------- | --------------------- | ------------------------------ | --------- |
| Parlamento ellenico | Partecipanti          | ND (146), KINAL (41)           | 187 / 300 |
| Parlamento ellenico | Non partecipanti      | SYRIZA (71), KKE (26), EL (16) | 113 / 300 |

NOTA: Il Governo è potuto entrare in carica anche senza l’avallo parlamentare poiché, secondo la Costituzione greca, in tempi di crisi (come nel caso di uno stallo parlamentare con conseguente elezione anticipata) il Presidente della Repubblica è autorizzato a nominare un governo temporaneo. Tuttavia, pur non necessitandolo, il Parlamento non ha comunque tecnicamente ben definito la sua posizione. È quindi riportata una stima, in base ai dati forniti e ricavati, dell’eventuale appoggio partitico al governo.

## Composizione
Indipendenti
     Indipendenti (di area Nuova Democrazia)
     Indipendenti (di area Movimento Socialista Panellenico)
| Carica                                                   |  | Titolare                | Partito      |
| -------------------------------------------------------- |  | ----------------------- | ------------ |
| Primo ministro                                           |  | Iōannīs Sarmas          | Indipendente |
| Ministro di Stato                                        |  | Vasilios Skouris        | Indipendente |
| Ministro delle Finanze                                   |  | Theodoros Pelagidis     | Indipendente |
| Ministro degli Affari Esteri                             |  | Vasilios Kaskarelis     | Indipendente |
| Ministro della Difesa Nazionale                          |  | Alkiviadis Stefanis     | Indipendente |
| Ministro del Lavoro e degli Affari Sociali               |  | Patrina Paparrigopoulou | Indipendente |
| Ministro della Protezione dei Cittadini                  |  | Charalambos Lalousis    | Indipendente |
| Ministro della Salute                                    |  | Anastasia Kotanidou     | Indipendente |
| Ministro dell'Istruzione e degli Affari Religiosi        |  | Christos Kittas         | Indipendente |
| Ministro della Cultura e dello Sport                     |  | Giōrgos Koumentakis     | Indipendente |
| Ministro degli Interni                                   |  | Kalliopi Spanou         | Indipendente |
| Ministro della Migrazione e dell'Asilo                   |  | Daniil Esdras           | Indipendente |
| Ministro della Giustizia                                 |  | Filippos Spyropoulos    | Indipendente |
| Ministro dell'Ambiente e dell'Energia                    |  | Pantelis Kapros         | Indipendente |
| Ministro dello Sviluppo e degli Investimenti             |  | Eleni Louri             | Indipendente |
| Ministro della Governance digitale                       |  | Sokratis Katsikas       | Indipendente |
| Ministro dello Sviluppo Agricolo e dell'Alimentazione    |  | Georgios Tsakiris       | Indipendente |
| Ministro del Turismo                                     |  | Ioanna Dretta           | Indipendente |
| Ministro della Crisi Climatica e della Protezione Civile |  | Evangelos Tournas       | Indipendente |
| Ministro delle Infrastrutture e dei Trasporti            |  | Ioannis Golias          | Indipendente |
| Ministro della Navigazione e della Politica Insulare     |  | Theodoros Kliaris       | Indipendente |
| Portavoce del Governo                                    |  | Ilias Siakandaris       | Indipendente |